# 米沃斯瓦夫
米沃斯瓦夫（Miłosław）是波蘭共和國的一座城市。2007年，有人口3,872人，
52°12′24″N 17°28′59″E / 52.20667°N 17.48306°E